# Annie E. Hoyle
Annie Elizabeth Hoyle (1851–1931) va ser una artista de Virgínia de l'Oest que va treballar al Servei Forestal dels Estats Units des de 1907 fins a 1930. Els dibuixos de Hoyle van il·lustrar "The Pine Trees of the Rocky Mountain Region", escrit pel botànic George Sudworth.

## Primers anys i educació
Annie Elizabeth Hoyle va néixer en una granja a prop de Charles Town, Virgínia de l'Oest. Hoyle va assistir a l'Escola de Belles Arts de Rouzee a Washington DC i després es va traslladar a la ciutat de Nova York per estudiar a George H. Story a la National Academy of Design. Hoyle va estudiar la morfologia i la botànica de les plantes al Museu Nacional dels Estats Units (predecessor del Smithsonian) i al Departament d'Agricultura dels Estats Units.

## Carrera
Hoyle va començar a treballar per al Servei Forestal el 1908. Va crear més de 160 dibuixos de plantes de rang per a la Divisió de recerca de rang durant la seva carrera de vint anys. Hoyle va començar a treballar al Servei Forestal després dels 50 anys i es va quedar a la feina fins que es va retirar als 80 anys.